# Вайнер (коммуна)
Вайнер (нем. Weinähr) — община в Германии, в земле Рейнланд-Пфальц.
Входит в состав района Рейн-Лан. Подчиняется управлению Нассау. Население составляет 431 человек (на 31 декабря 2010 года). Занимает площадь 3,41 км².